# Pic de Bacivers
El Pic de Bacivers és una muntanya de 2.633,5 metres que fa de límit dels termes comunals de Castell de Vernet, de la comarca del Conflent, i de Prats de Molló i la Presta, de la del Vallespir, a la Catalunya del Nord.
Es troba a ponent de l'extrem nord del terme de Prats de Molló i la Presta i al meridional del de Castell de Vernet. És a la Serra dels Set Homes, a llevant del Pic dels Set Homes i al sud-oest de Puig Rojà.